# Un viatge a la Lluna
Un viatge a la Lluna (títol original: Pontiac Moon) és una pel·lícula d'aventures estatunidenca de 1994 dirigida per Peter Medak i produïda per Robert Schaffel i Youssef Vahabzadeh. És protagonitzada per Ted Danson com Washington Bellamy, un professor de ciències d'un petit poble de Califòrnia, i Mary Steenburgen com la seva dona Katherine. Danson també va ser un dels tres productors executius de la pel·lícula, juntament amb Jeffrey D. Brown (coguionista) i Robert Benedetti. Està doblada al català.

## Argument
Un professor i el seu fill s'uneixen durant un viatge simbòlic per carretera per l'oest dels Estats Units, mentre la seva dona intenta salvar la família.

## Repartiment
- Ted Danson com Washington Bellamy
- Mary Steenburgen com Katherine Bellamy
- Ryan Todd com Andy Bellamy
- Eric Schweig com Ernest Ironplume
- Cathy Moriarty com Lorraine

## Producció
Parts de la pel·lícula es van rodar a Cisco, Crescent Junction, Ruby Ranch Road i al Parc Nacional dels Arcs a Utah.